# اوران (اوت-گارون)
اوران (به فرانسوی: Aurin) یک کمون در فرانسه است که در اوت-گارون واقع شده‌است. اوران ۷٫۴۹ کیلومتر مربع مساحت دارد ۲۲۵ متر بالاتر از سطح دریا واقع شده‌است.